# Viva Hate
Viva Hate utkom 1988 och är Morrisseys första soloalbum. Den kom redan ett år efter The Smiths splittrades. Första singeln från skivan heter Suedehead och nådde femte plats på engelska singellistan, högre än någon av de singlar The Smiths släppte.

## Låtlista
1. "Alsatian Cousin"
2. "Little Man, What Now?"
3. "Everyday Is Like Sunday"
4. "Bengali in Platforms"
5. "Angel, Angel, Down We Go Together"
6. "Late Night, Maudlin Street"
7. "Suedehead"
8. "Break Up the Family"
9. "The Ordinary Boys"
10. "I Don't Mind if You Forget Me"
11. "Dial-a-Cliché"
12. "Margaret on the Guillotine"

## Limited Edition
Viva Hate - Limited Edition släpptes 1998 och innehåller följande extraspår.
- "Let the Right One Slip In"
- "Pashernate Love"
- "At Amber"
- "Disappointed (Live)"
- "Girl Least Likely To"
- "I'd Love To"
- "Michael's Bones"
- "I've Changed My Plea to Guilty"